# Rafah
Rafah (arab. ‏رفح‎; hebr. ‏רָפִיחַ‎) – miasto w Palestynie, w muhafazie Rafah w Strefie Gazy.

## Położenie
Miasto jest położone w południowej części Okręgu Gazy, w odległości 30 km na południe od Gazy i 2 km na południowy wschód od wybrzeża Morza Śródziemnego. W bezpośrednim sąsiedztwie miasta przebiega granica z Egiptem. Graniczy z bliźniaczym egipskim miastem Rafah. Na południowy wschód od miasta jest przejście graniczne Rafah.
W otoczeniu miasta znajdują się miejscowości al-Bajuk i Szokat as-Sufi oraz wioski al-Mawasi i al-Karja as-Suwajdija. W granicach miasta znajdują się dwa obozy palestyńskich uchodźców Rafah i Tall as-Sultan.

## Historia
Najstarsze wzmianki o Rafah pochodzą z czasów faraona Seti I: w 1303 p.n.e. jest wymieniane pod nazwą RPH. W 925 p.n.e. zatrzymał się w nim faraon Szeszonk I podczas swojej kampanii w Lewancie. W 720 p.n.e. w pobliżu Rafah asyryjski król Sargon II pokonał Egipcjan, a w 217 p.n.e. doszło do bitwy pod Rafią między wojskami egipskimi Ptolemeusza IV a wojskami Seleucydów pod wodzą Antiocha III.
W I wieku p.n.e. miasto zostało zdobyte przez Aleksandra Jannaja i weszło w skład państwa Machabeuszy. Następnie, będąc pod panowaniem rzymskim, Rafah przeszło całkowitą przebudowę.
Na południowy wschód od miasta znajduje się Międzynarodowy Port Lotniczy im. Jasera Arafata, który funkcjonował w latach 1998–2001. Następnie został zniszczony przez Siły Obronne Izraela.
Miasto zostało w znacznym stopniu zniszczone podczas trwającej od 2023 roku wojny w Strefie Gazy.

## Demografia
Zgodnie z danymi Palestyńskiego Centrum Danych Statystycznych w 2007 w mieście żyło 190 616 mieszkańców.